# Eclissi solare del 9 marzo 2016
L'eclissi solare del 9 marzo 2016 è un evento astronomico che ha avuto luogo il suddetto giorno attorno alle ore 1.58 UTC.